# Старый Сарайчик
Ста́рый Сарайчи́к (каз. Ескі Сарайшық) — село в Махамбетском районе Атырауской области Казахстана. Входит в состав Сарайчиковского сельского округа. Код КАТО — 235649200.

## История
Рядом с селом расположено городище средневекового города Сарайчик, в настоящее время по большей части уничтоженного подмывом берега Урала.
Станица Сарайчиковская входила в 3-й Гурьевский военный отдел Уральского казачьего войска.
Ранее село называлось Сарайчик, теперь так называется расположенное рядом село (бывшее Опытное).

## Население
В 1999 году население села составляло 573 человека (282 мужчины и 291 женщина). По данным переписи 2009 года, в селе проживали 662 человека (328 мужчин и 334 женщины).

## Достопримечательности
Городище Сарайчик.

## Известные люди
- Саур Атрауов (1901—1938) — советский казахский политический и общественный деятель.
- Зулкарнай Алдамжарович Алдамжар — советский и казахстанский историк. Доктор исторических наук (1986), профессор, академик Академии высшей школы Республики Казахстан.